# Сойер (окръг, Уисконсин)
Окръг Сойер (на английски: Sawyer County) е окръг в щата Уисконсин, Съединени американски щати. Площта му е 3496 km², а населението - 18 074 души (1 април 2020). Административен център е град Хейуърд.